# Жуковица (Черна гора)
Жуковица (на сръбски: Жуковица) е село в Черна гора, разположено в община Будва. Намира се на 248 метра надморска височина. Населението му според преброяването през 2011 г. е 8 души.

## Население
Численост на населението според преброяванията през годините:
- 1948 – 42 души
- 1953 – 43 души
- 1961 – 67 души
- 1971 – 24 души
- 1981 – 9 души
- 1991 – 7 души
- 2003 – 8 души
- 2011 – 8 души